# 歐羅巴宮
歐羅巴宮（法語：Palais de l'Europe）是法國東部城市斯特拉斯堡的一座建築。自1977年開始，這座建築是歐洲委員會的辦公地點，以取代之前的「歐羅巴之家」。在1977年至1999年期間，這裡也是歐洲議會在斯特拉斯堡的辦公地點。

## 外部連結
- The Council of Europe in Strasbourg
- Map of Strasbourg from the Council of Europe site
- Visits to the Council of Europe
- Photo gallery of the Palace of Europe from the Council of Europe site